# 沧江乡
沧江乡，是中华人民共和国贵州省黔西南布依族苗族自治州兴义市下辖的一个乡镇级行政单位。

## 行政区划
沧江乡下辖以下地区：
沧江村、新寨村、小米村、祭山林村、坝达章村和坪堡村。